# Ateneo de La Laguna
El Ateneo de La Laguna es una institución cultural privada situada en la Plaza de La Catedral de La Laguna en el municipio de San Cristóbal de la Laguna (Santa Cruz de Tenerife) España. A lo largo de su historia se ha caracterizado por ser un espacio dedicado a la protección y divulgación de la cultura y a la defensa de la libertad. Realiza varios certámenes con este mismo fin, entre ellos, el Premio Bienal del Ateneo de La Laguna (de poesía joven) y el Concurso Internacional de Composición Musical Ateneo de La Laguna.

## Historia
El Ateneo de La Laguna, fue fundado en noviembre de 1904 por el poeta José Hernández Amador, que ejerció su presidencia, junto con otras personalidades de la vida cultural canaria como miembros de su Junta Directiva. En su acta fundacional, aparecen los nombres Adolfo Cabrera Pinto, Benito Pérez Armas y Francisco González Díaz  como socios de mérito. Ya desde sus primeros estatutos se establece que la finalidad principal de la asociación es la de "contribuir por todos los medios al progreso científico, literario y artístico del País".
En su historia, destaca el incidente de 1907 en el que ondeó en la fachada del Ateneo lagunero la Bandera del Ateneo de La Laguna; una bandera azul y blanca con el que se quería expresar el malestar que sentía el Archipiélago por el abandono que sufría por parte del Gobierno Central. Ésta sería la primera vez en la que aparecieran las estrellas en una bandera que pretendía identificar a Canarias. La bandera era un lienzo azul en el que disponían siete estrellas de color blanco, distribuidas según la posición en la que se encuentran las siete islas.
Tras la finalización de la Guerra Civil será preciso esperar hasta los años cincuenta para que el Ateneo recupere su condición de espacio propicio para el cultivo de las letras y las artes. Será a lo largo de esa década cuando se conforme alrededor de sus tertulias una generación de escritores que el crítico José  Domingo denominara  Generación del Ateneo o de la Universidad de La Laguna integrada, entre otros por los siguientes escritores: Antonio Reyes, Gilberto Alemán, Fernando García-Ramos y Eliseo Izquierdo; a la que se unieron posteriormente Alfonso García-Ramos, Arturo Maccanti y Felipe Baeza. También en esos años pintores como Pedro González, Manolo Sánchez, Raúl Tabares, Siro Manuel, etc. colgaron en su sala de exposiciones sus primeros cuadros.
Eloy Díaz de la Barreda fundó en esos años la Escuela de Arte Dramático del Ateneo de La Laguna que supuso el renacer del teatro aficionado de Tenerife.
Pero será a partir de 1959 con la presidencia de José Peraza de Ayala apoyado por una directiva compuesta por jóvenes universitarios cuando el Ateneo asuma el reto de acercar a la sociedad canaria las nuevas corrientes anunciadoras de grandes cambios que ya sacudían la sociedad española. La tribuna del Ateneo fue ocupada por filósofos mal vistos por la dictadura como José Luis L. Aranguren o Julián Marías; por la voz crítica de José Luis Sampedro, Ramón Tamames, Luis A. Rojo Duque y Jaime García Añoveros ; finalmente cuando los invitados fueron profesores como Sebastián Martín-Retortillo, Manuel Jiménez de Parga y Enrique Tierno Galván las autoridades locales que se habían mostrado, hasta entonces, tolerantes amenazaron al centro con la prohibición de toda actividad pública por seudoruina del edificio.

## Distinciones
- (2004) Medalla de Oro de Canarias[4]